# 馬詠茹
馬詠茹（英語：Ma Wing Yu, Vivian，1997年8月15日—），前香港女子單車運動員。

## 簡歷
馬詠茹於在2009年畢業於般咸道官立小學，中學時期就讀英華女學校（2015年畢業），在中四時開始參與單車運動和接受專業訓練，但很快就能入選香港隊，並代表香港出戰亞洲賽。然而，她在兩年後卻為了專注預備香港中學文憑考試而毅然選擇退出港隊；最終，她順利考入香港中文大學，修讀酒店管理商學位。
2016年暑假，香港單車隊總教練沈金康致電馬詠茹，邀請她重返港隊，跟香港隊金牌單車選手李慧詩一起出戰團體競速賽。她幾經掙扎後，決定休學重返港隊。2017年2月，馬詠茹首次在正式賽事與李慧詩合作，出戰於印度舉行的第37屆亞洲場地單車賽；二人在女子團體競速賽決賽僅負韓國組合，摘得銀牌。
2018年1月，她參加於香港單車館舉行的全港場地單車錦標賽，接受媒體訪問時透露放棄了中大的學士課程，成為全職運動員，並稱沒有後悔做這個決定，認為能當全職運動員「很難得」，亦說很難得中大可以讓她延期讀書，稱現時目標是年中的亞運及2020年東京奧運。
2018年8月，馬詠茹代表中國香港參加印尼舉行的亞洲運動會單車比賽，與李慧詩和李燕燕合作出戰女子團體爭先賽。最後，她與李燕燕在決賽以35秒024完成賽事，贏得銀牌。
2019年1月9日於印尼舉行的亞洲場地單車錦標賽，馬詠茹再度夥拍李慧詩奪得精英組團體競速賽銅牌，而兩人在2017年亦一同參與團體競速賽，當時得銀牌。
2019年2月12日，馬詠茹宣告退役，重返校園。
2020年3月5日，馬詠茹在退役後亦轉往商界發展，曾在市場部門實習，並表示對自己的將來未有定案。
2021年，馬詠茹投身演藝幕前事業，於Now TV擔任主持人，先後為2020年歐洲國家盃賽事及2020年夏季奧林匹克運動會單車賽事擔任評述工作。

## 私人生活
馬詠茹曾經和香港劍擊運動員張家朗交往近三年，2020年東京奧運會，張家朗為香港勇奪男子個人花劍金牌，馬詠茹在社交網隔空送祝福，並且激動落淚。
馬詠茹的妹妹馬燕茹也是單車運動員，在2019年退出港隊。

## 電視節目（ViuTV）
- 2023年：《無限試煉場》主持
- 2025年：《足球女將》參加者

## 成就
- 行政長官社區服務獎狀（2019年）

## 外部連結
- 馬詠茹的Instagram帳戶